# 빵과 장미 (2000년 영화)
《빵과 장미》(Bread And Roses)는 스위스에서 제작된 켄 로치 감독의 2000년 드라마 영화이다. 파일러 파딜라 등이 주연으로 출연하였고 레베카 오브라이언 등이 제작에 참여하였다.

## 출연

### 주연
- 파일러 파딜라
- 애드리언 브로디
- 엘피디아 칼리로

### 조연
- 잭 맥기
- 조지 로페즈
- Alonso Chavez

## 기타
- 미술: 마틴 존슨
- 배역: 로니 에스켈
- 배역: 리처드 힉스